# Valle d'Aosta Lard d'Arnad
Il Valle d'Aosta Lard d'Arnad (pron. fr. AFI: [laʁ d‿aʁna]), o semplicemente lardo di Arnad (in francese Lard d'Arnad), è una tipologia di lardo tipica di Arnad, nella bassa Valle d'Aosta, riconosciuto come denominazione di origine protetta (DOP).

## Descrizione e preparazione
Si ottiene dal lardo di spalla di maiale (l'animale del peso di almeno 160 kg e d'età non inferiore ai 9 mesi), la cui carne deve essere rosata e senza macchie; il peso è variabile dai 3 etti ai 4 kg, la forma è a trancio quadrangolare. Dai tempi più antichi e fino alle più recenti disposizioni di tipo igienico, il lardo veniva conservato e stagionato nei doils, forme di legno di castagno con particolari incastri che non facevano fuoriuscire la salamoia; oggi i recipienti per questo uso sono di vetro.
La preparazione prevede la rifilatura del lardo che, privato della cotenna, è posto nel recipiente di vetro a strati alternati con sale e acqua (precedentemente fatta bollire con sale ed aromi quali pepe, rosmarino, alloro, salvia, chiodi di garofano, cannella, ginepro, noce moscata, achillea). Il recipiente viene chiuso, quindi, con un coperchio su cui è posto un peso; inizia così la stagionatura che si protrae fino ad un anno: per una conservazione prolungata il lardo viene posto, coperto di vino bianco, in vasi a chiusura ermetica.

## Consumo
Si consuma affettato sottilmente, posto su fette di polenta abbrustolite e calde, in modo che, sciogliendosi, il salume sprigioni il suo aroma dolce e delicatamente aromatico oppure in una preparazione tipica, il bocon du diable (che significa, in francese, boccone del diavolo), su una fetta di pane di segale, abbrustolito in teglia con aglio e spalmata di miele (alternativamente alla motsetta di camoscio, altro salume tipico della zona).

## Produzione
Le salumerie principali di Arnad sono tre:
- Maison Bertolin (villaggio Champagnolaz), la più importante, fondata nel 1957;
- Frères Laurent (villaggio Extraz);
- Arnad-le-Vieux (villaggio Arnad-le-vieux), fondata nel 1998.